# Phintella popovi
Phintella popovi là một loài nhện trong họ Salticidae.
Loài này thuộc chi Phintella. Phintella popovi được Jerzy Prószyński miêu tả năm 1979.